# 吉備国際大学短期大学部
吉備国際大学短期大学部（きびこくさいだいがくたんきだいがくぶ、英語: Kibi International University Junior College）は、かつて日本に存在した私立短期大学。
岡山県高梁市に本部を置き、学校法人順正学園によって運営されていた。

## 概観

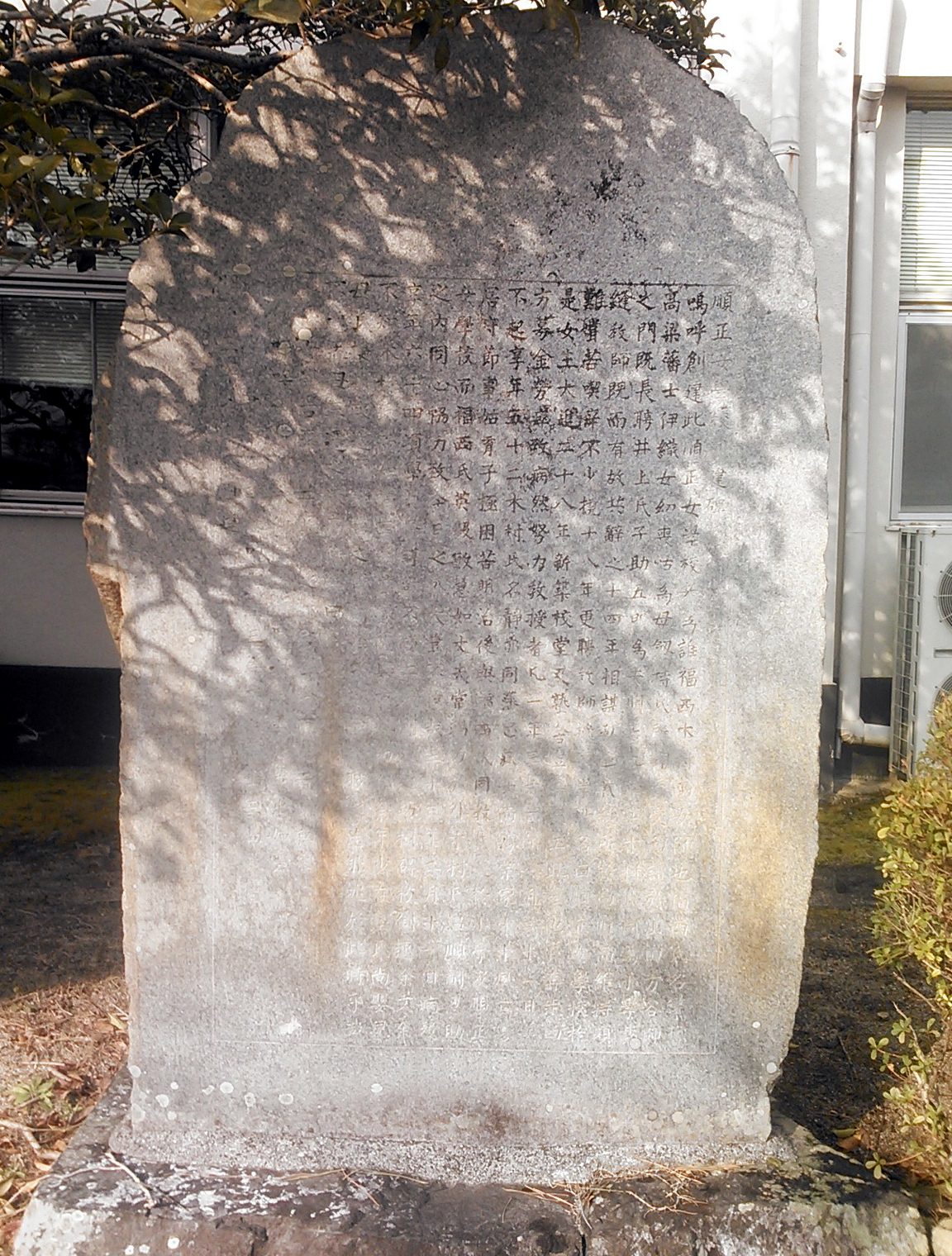
学園本部前にある順正女学校創建碑
（伝・三島中洲撰文、明治38年8月設置）

1885年に福西志計子が設立した順正女学校（現・岡山県立高梁高等学校家政科）の跡地に、順正短期大学として1967年に新設された短期大学である。旧称（現在の運営母体の学園名）である「順正」も同女学校より取られたものである。その名称は福西が理想とする人材の指標として掲げた四字熟語である「温順貞正」（おんじゅんていせい。穏やかかつ素直にして、誰の目にも明らかに正しいこと）に由来し、その原意（正出典）は『孟子』の「以順為正 妾婦之道成」（順《すなお》を以て正しきを為すは妾婦《しょうふ》の道なり）ないしは『礼記』の「君子は情に帰ってその志を和げ邪僻の気は身体の中におかず、知覚肉体すべて順正の道によって本義を実行せしむ」にあるとされる。それは、本学を設置した者たちによる「順正の理念に共鳴し名を受け継いでいこう」とする思いからの事であるとされる。
本学設立のきっかけとなったのは、1966年（昭和41年）岡山県当局の主導で行われた高梁高等学校伊賀町校舎の廃止である。これに対して、地元・伊賀町と頼久寺町の居住者および同校卒業生を中心とする市民たちが反発。彼女らは自らが慣れ親しんだ伊賀町から学び舎の灯が消える事を嘆き、その悲痛を高梁高校同窓生および高校周辺地在住市民による要望・陳情という形で高梁市に申し入れた。市は伊賀町校舎の跡地活用として様々な模索をしてきたが、元よりそれ以前より高梁市（旧市）誕生時における建設計画の付帯決議として短期大学の設置が求められていたこともあいまって、最終的には彼女らの陳情を受諾し伊賀町の順正女学校跡地に高等教育機関を設立することを決定する。
この決定を受け、当時の高梁市長であった鈴木雄祥は県内外の関連機関に教育機関の誘致を願い打診するが、各所からは色よい返事は受けられず、唯一これに応えたのが岡山県・広島県の各地で教育機関を設置させ、運営実績のあった加計勉であった。加計は「順正の卒業生」たちの願いと、それを汲まんとする市長および市当局の熱意、さらには市にそれだけの事をさせた福西の遺志とそれを絶やさなかった教え子たちの存在に感じ入り高梁市の要請に応える事を決意し、高梁市と共同出資の形で「学校法人 高梁学園」を設立させた。順正女学校跡地に共学校である「順正短期大学」を新設させた。この新設校が当時の女子高等教育機関としてポピュラーであった短期大学とされたのも、その学校に「順正」の名を遺したのも、福西が業績を打ち立てた順正の地に他ならぬ福西の理想とした女子のための高等教育機関を、と市民たちが加計に対し陳情した結果だった。この設立時における歴史の流れから、本学および後述の順正高等看護福祉専門学校および吉備国際大学（順正学園）は福西を自らのルーツとしている。
設立時より附設教育機関（附属専門学校）として順正高等看護福祉専門学校（通称：順正高看）を持つ。加計（高梁学園）が1990年に順正短期大学の隣地へ、実質的な上位校として吉備国際大学を設立させて以降は、同大学と本学は一体的な運用が成され、2010年における運営母体の組織改革をもって吉備国際大学に併合されて同大学の短期課程となる。また、この組織改革によって「順正」の名は運営法人の名となった。
2014年に学生の新規受験受付を停止。2016年に、順正としての伝統を併設校である順正高等看護福祉専門学校と上位校である吉備国際大学に譲り課程を休止し、翌年1月に廃止認可された。跡地および設備は引き続き上記の関連両校によって校舎・学舎として管理されている（下記も参照）。

### 大学全体
往時は1学科3専攻からなっていた。高梁市の本部ほか岡山駅前にもキャンパスが存在した。

### 建学の精神（校訓・理念・学是）
教育理念は「学生一人ひとりのもつ能力を最大限に引き出し引き伸ばし、社会に有為な人材を養成する」である。また、上述した順正女学校の名称由来および理念もまた校是として継承するとされている。これは運営法人である順正学園全体の教育理念・校是でもあるため、上位校の吉備国大および附設校の順正高看も同じ理念を掲げている。

### 教育および研究
保健科をベースに美容・健康・歯科衛生に関する専攻があった。ほか、保育者を養成する幼児教育科が存在した(指定保育士養成施設)。
アメリカ・イギリス・ブラジル・中国での研修が行われていた。

### 学風および特色
- 2008年3月に財団法人短期大学基準協会における第三者評価の結果、「適格」認定を受けていた。
- 歯科衛生士養成所としての課程は修業年限が3年制ではなく2年制となっていた。
- 中国地方で唯一の通信教育課程を置く短大となっていた。
- 2009年現在、学生の過半数が下宿生となっていた。

## 沿革

### 略歴
学校法人高梁学園・順正短期大学として1967年、岡山県高梁市の現敷地に附設校である「順正高等看護専門学院」（現・順正高等看護福祉専門学校）とともに開校する。
1990年には隣接する敷地に4年制大学「吉備国際大学」(通称・吉備国)が開校。同学園による系列校（実質的な上位学校）ということもあって様々な人的な交流関係が始まる。また、同学園・同一敷地内の系列校という事情から施設の共用も行われており、順正短大の1号館は同時に吉備国の1号館でもあった。これらの歴史的な流れによって、2010年に学校法人名の改称（高梁学園から順正学園となる）と共に学園組織の改組が行われたのを機に、当大学名も改称されて吉備国際大学の短期大学部という扱いに変わり、名実共に吉備国際大学と一体になった。

### 年表
- 1966年（昭和41年）9月 - 岡山県立高梁高等学校の統合設置を受け、閉校校舎を高梁市より譲受。同校舎管理のための任意団体として高梁市と加計学園の共同出資のもと高梁学園が設立される。
- 1967年（昭和42年）- 学校法人高梁学園の設置を認可。順正短期大学として開学。
  - 保健科[注 5]
  - 保育科[注 6]
- 同年9月：保育科、当時の厚生大臣によって正式な保母（現在の保育士）養成学校に指定される。
- 1969年（昭和44年）11月 - 保健科が文部大臣より歯科衛生士学校として指定される。
- 1974年（昭和49年）- 保健科を教職コース・看護コース・歯科コースに分離。
- 1976年（昭和51年）- 保育科を幼児教育科に名称変更。
- 1977年（昭和52年）- 保健科看護コース、廃止。
- 1978年（昭和53年）- 歯科コースを歯科衛生士コースに名称変更。
- 1980年（昭和55年）- 保健科の「コース」を「課程」に名称変更。教職課程・歯科衛生士課程を開設。
- 1988年（昭和63年）- 以下の通り専攻分離が行われる。
  - 保健科を保健専攻と歯科衛生専攻に分離。
  - 教職課程を保健専攻と教職課程に分離。
  - 歯科衛生士課程を歯科衛生専攻・歯科衛生士課程に分離。
  - 幼児教育科を教育福祉課程と国際情報課程に分離。
  - 保健専攻・健康情報課程を開設。
- 1989年（平成元年）- 保健科に新たな課程が設置される。保健福祉専攻が正式な介護福祉士養成施設（養成学校）に指定される。
- 1990年（平成2年）- 歯科衛生士課程を歯科衛生専攻に統合。
- 1995年（平成7年）3月 - 幼児教育科の課程を廃止、「幼児教育科」として一本化。
- 1998年（平成10年）- 専攻科幼児教育専攻を設置。学位授与機構の認定を受ける。
- 2002年（平成14年）- 保健専攻を健康美学デザイン専攻に改称。
- 2007年（平成19年）- 保健科健康美学デザイン専攻を以下の通り改組。
  - 美容デザイン専攻：美容師の養成過程として設立。なお美容師養成専攻を持つ短大は中学地方では初となる試み。美容デザイン専攻を主機能とした岡山駅前キャンパスを設立。
  - 健康科学専攻：従来の健康美学デザイン専攻の機能を移動。従来の、課程選択制度を廃止し、資格取得カリキュラム選択制となる。これにより教職課程および健康情報課程が廃止される（27年続いた課程制度の完全撤廃）
- 2008年（平成20年）- 幼児教育科に通信教育部を置く。
- 2010年（平成22年）4月1日 - 大学名を吉備国際大学短期大学部に改称。歯科衛生専攻をデンタルビューティー専攻に、健康美学デザイン専攻をメディカルビューティー専攻にそれぞれ変更。
- 2011年（平成23年）- 保健科総合美容専攻を開設、保健科メディカルビューティー専攻募集停止。
- 2014年（平成26年）- 学生募集停止。
- 2017年（平成29年）1月 - 廃止認可[6]。

## 基礎データ

### 所在地
- 本部キャンパス（岡山県高梁市伊賀町8）
- 岡山駅前キャンパス（岡山県岡山市岩田町2-5）

### 象徴
旧順正短期大学時代のカレッジマーク（校章）は松山城がある臥牛山（小松山・大松山）の山麓に位置することから2葉の松葉をモチーフとしている。松葉の葉先を向かい合わせに三日月状に配し、その中央に「學」の文字をあしらったものであった
2010年（平成22年）の大学名称の改称で吉備国際大学の一部となったことから、カレッジマークも吉備国際大学のそれへ統合された。一方で順正高看の校章は引き続き先述のものである。

## 教育および研究

### 組織

#### 学科
- 保健科
  - 総合美容専攻
  - 健康科学専攻
  - 歯科衛生専攻：募集は2010年度まで
  - 保健福祉専攻：募集は2008年度まで
  - 美容デザイン専攻：募集は2010年度まで
- 幼児教育科
  - 通学課程
  - 通信教育課程

#### 専攻科
- 幼児教育専攻
- メディカルビューティー専攻 （通信制)

#### 別科
- なし

##### 取得資格について
資格
- 介護福祉士：保健福祉専攻
- 保育士：幼児教育科

受験資格
- 歯科衛生士：歯科衛生専攻
- 美容師：美容デザイン専攻

教職課程
- 幼稚園教諭二種免許状：幼児教育科[注 7]
- 中学校教諭二種免許状（保健体育）：健康科学専攻
- 養護教諭二種免許状：健康科学専攻

#### 附属機関
- 図書館

### 廃科後の後継機関
以下の専攻における資格取得・人員養成や研究成果に関しては、併設関連校が成果内容を引き継いでいる。
- 保健科保健福祉専攻 → 順正高等看護福祉専門学校 社会福祉課程 介護福祉科
- 保健科健康科学専攻 → 吉備国際大学 社会科学部 スポーツ社会学科
- 幼児教育科・幼児教育専攻科 → 吉備国際大学 心理学部 こども発達教育学科

## 学生生活

### 部活動・クラブ活動・サークル活動
- 体育系：バスケットボール・サッカー・野球・卓球・バレーボール・バドミントン・柔道などがある。
- 文化系：茶道・児童文化・吹奏楽・軽音楽などがある。

### 学園祭
- 吉備国際大学本体と合同の学園祭「伊賀祭」が毎年、概ね11月に行われている

## 大学関係者と組織

### 設立に関与した者
- 加計勉 - 設立者。初代理事長。学長。
- 福西志計子 - 直接の関わりは持たないが、ルーツとなる者として準学祖推戴されている。

### 大学関係者一覧

#### 歴代学長
- 倉田和四生 - 第8代学長

## 施設

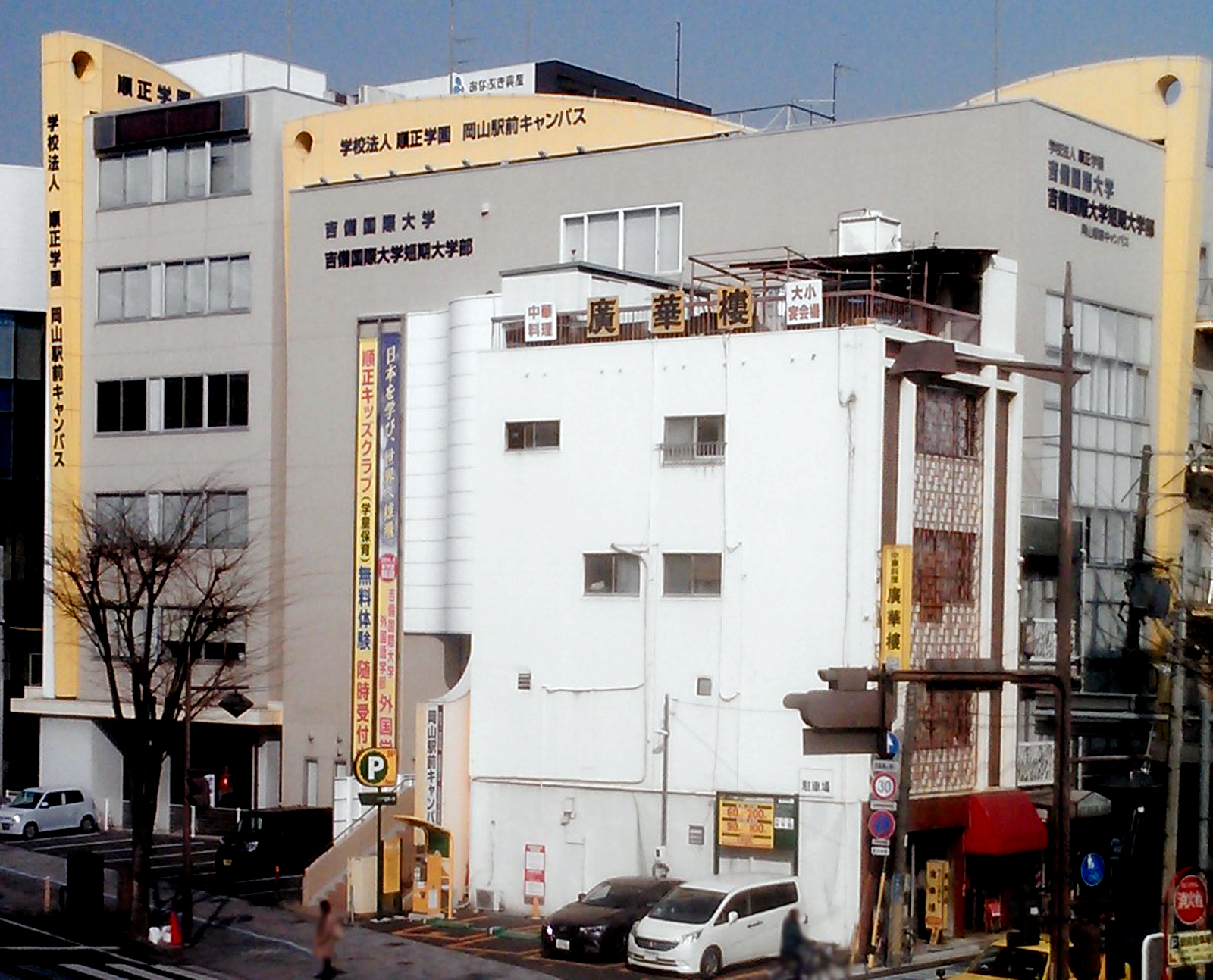
岡山駅前キャンパス（課程停止前当時）

### キャンパス

#### 高梁キャンパス
- 使用学科：幼児教育科・保健科
- 使用専攻科：幼児教育専攻
- 使用附属施設：図書館
- 交通アクセス：備北バス「順正短大前」バス停すぐ
- 設備：学生食堂・国際交流会館ほか

#### 岡山キャンパス
- 使用学科：保健科美容デザイン専攻
- 使用専攻科：なし
- 使用附属施設：なし
- 交通アクセス：JR西日本山陽本線岡山駅

### 寮
「たかはし寮」と「歯科岡山寮」の2つの学生寮があり、いずれも女子のみ入寮が可能であった。

## 史跡

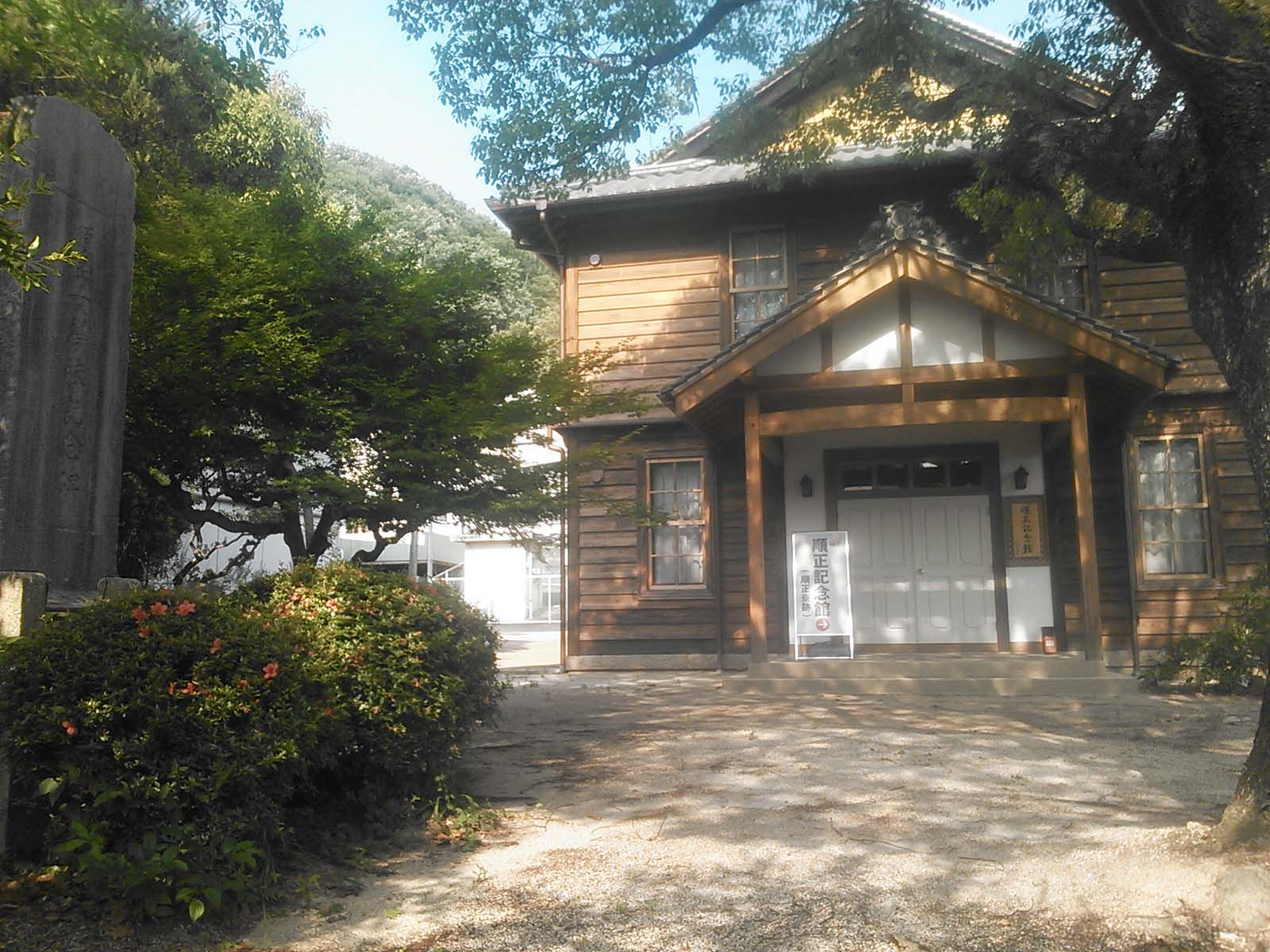
順正記念館（順正寮跡）と石碑

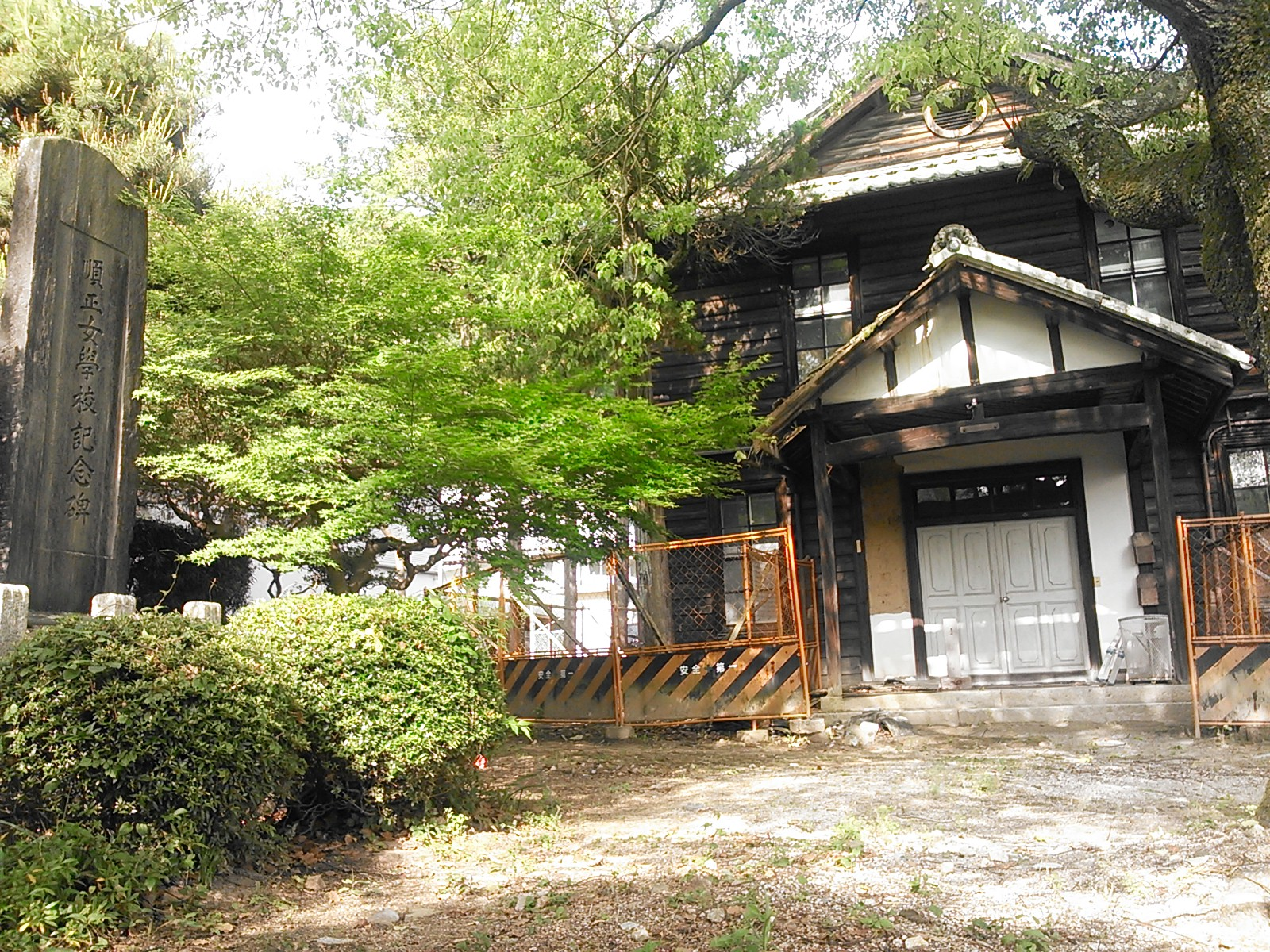
改修前の順正寮跡

順正寮跡
1895年11月築、1896年3月28日供与。
高梁市頼久寺町の順正学園敷地内に在する。半洋風型和風（擬洋風）建築。県指定重要文化財。岡山県初の女学校舎である。
順正短大旧校舎・旧図書館。また岡山県立高梁高等学校の元・伊賀町分校旧校舎でもあり、元は順正高等女学校（順正女学校）の学校舎。現在は順正学園および高梁市によって管理されているが、老朽化のため管理内容は建物の保全にとどまり、現在は校舎としての使用は控えられている。
順正女学校を設立した福西志計子によって設立・建設された同校の校舎であり寄宿寮。福西はキリスト教信徒であり、順正女子校もその理念を持って設立されたが、当時の高梁では急速に広まるキリスト教に地元の警戒が強まったため、その反発をかわして教育の理想を貫くべく洋風校舎の建築を避け、あえて和風の外観を持つ校舎を建築した。しかし、破風上部の丸窓を意識したガラリ窓や玄関を覗き込むような菱組天井、随所の上げ下げ窓など、あらゆる箇所に洋風設計の名残を残している。なお、先ほどから幾度も述べているように順正短大そのものは旧順正女子校とは経営母体が違うため、ミッション系の学校ではない事に注意すること。
2015年から管理者である順正学園により復元改築が行われ、2016年4月30日に工事が完了。順正女学校を設立させた福西志計子らを記念するための順正記念館として供与されている。

## 対外関係

### 姉妹校
- 千葉科学大学
- 岡山理科大学
- 倉敷芸術科学大学

### 系列校
- 岡山理科大学専門学校
- 岡山理科大学附属中学校・高等学校
- 倉敷芸術科学大学専門学校
- 玉野総合医療専門学校
- 吉備国際大学
- 順正高等看護福祉専門学校 - 本校の介護福祉士養成課程を継承している。
- 吉備高原学園高等学校
- 広島アニマルケア専門学校
- 並木学院高等学校
- ゆうき幼稚園
- 広島加計ビジネス高等専修学校
- 福山福祉専門学校
- 英数学館小学校・中学校・高等学校
- 松山総合福祉専門学校
- 九州保健福祉大学

### 系列福祉施設
- 順正保育園（岡山県岡山市）
- 特別養護老人ホーム グリーンヒル順正（岡山県高梁市）